# Lagos (Pyrénées-Atlantiques)
Lagos is een gemeente in het Franse departement Pyrénées-Atlantiques (regio Nouvelle-Aquitaine) en telt 501 inwoners (1999). 

## Geografie
De oppervlakte bedraagt 4,46 km², de bevolkingsdichtheid is 112,33 inwoners per km².
De onderstaande kaart toont de ligging van Lagos (Pyrénées-Atlantiques) met de belangrijkste infrastructuur en aangrenzende gemeenten.

## Demografie
Onderstaande figuur toont het verloop van het inwonertal (bron: INSEE-tellingen).

1. ↑  Populations de référence 2022.